# Durán (canton)
Durán est un canton d'Équateur situé dans la province de Guayas.